# Aeroporto Internacional de Honiara
Aeroporto Internacional de Honiara (código IATA: HIR, código OACI: AGGH), originalmente conhecido como Henderson Field, é o único terminal aéreo internacional das Ilhas Salomão. Localiza-se a oito quilómetros do centro de Honiara, na ilha de Guadalcanal.

## História

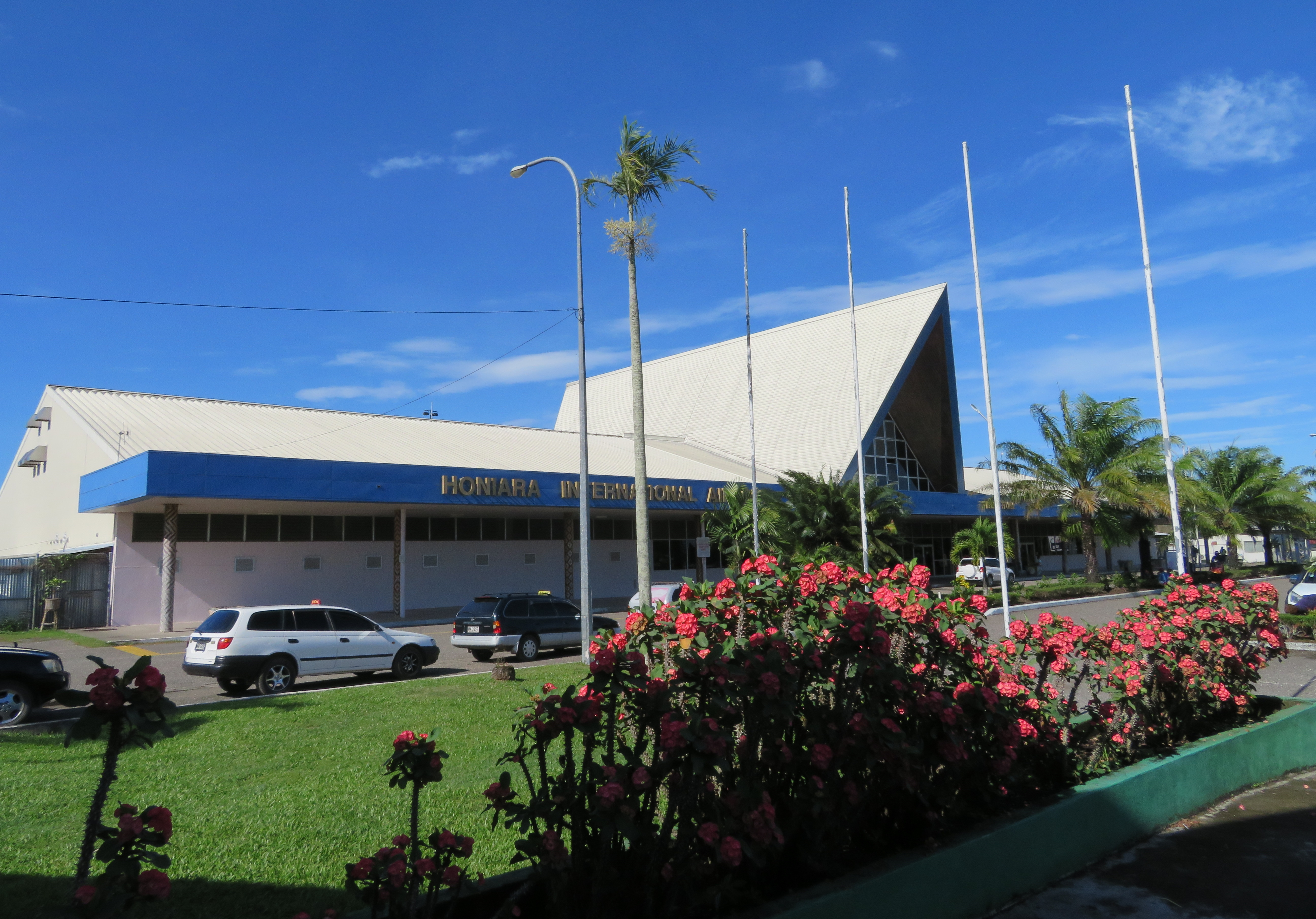
Aeroporto Internacional de Honiara

Henderson Field foi o nome dado pelos soldados norte-americanos ao campo de pouso em construção pelos ocupantes japoneses da Ilha de Guadalcanal, quando do desembarque das tropas aliadas nas Ilhas Salomão, em agosto de 1942, na primeira grande ofensiva aliada contra o Japão na Guerra do Pacífico, durante a II Guerra Mundial.

O nome foi dado pelos marines em homenagem ao oficial aviador major Lofton Henderson, morto em combate meses antes na Batalha de Midway, o primeiro aviador da marinha morto em combate nesta batalha.

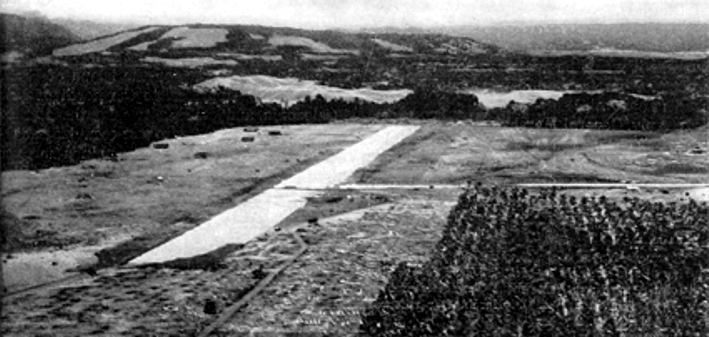
Henderson Field sendo construído em julho de 1942, durante a Segunda Guerra Mundial.

Durante meses Henderson Field foi o foco central e símbolo de toda a Batalha de Guadalcanal , sofrendo investidas por terra, ar e bombardeios navais por parte das forças japonesas contra os soldados norte-americanos que lá se instalaram nos primeiros dias após o desembarque. As tropas japonesas jamais conseguiram se reapoderar do campo após este ser ocupado pelos marines, e em fevereiro de 1943 os Aliados expulsaram definitivamente as forças inimigas da ilha, conquistando sua primeira grande vitória terrestre na campanha do Pacífico.

## Serviços Aéreos

### Passageiros
O transporte aéreo a passageiros é gerido por 6 empresas:

### Cargas
De todas as sete empresas que operam no Aeroporto de Honiara, apenas uma transporta especificamente cargas e mercadorias, é a HeavyLift Cargo Airlines, que tem duas destinações: Brisbane e Cairns.